# Patrick Göbel
Patrick Göbel (* 8. Juli 1993 in Heilbad Heiligenstadt) ist ein deutscher Fußballspieler und der Bruder von Christoph Göbel, mit dem er gemeinsam beim FSV Zwickau spielte.

## Karriere
2007 kam Patrick Göbel von FC Union Mühlhausen zum FC Rot-Weiß Erfurt. Er durchlief dort die restlichen Jugendabteilungen. Ab der Saison 2010/11 wurde er sowohl im drittklassigen Profiteam als auch in der Zweiten Mannschaft eingesetzt. Zur Saison 2012/13 unterschrieb er einen bis 2014 gültigen Profivertrag mit einer Option auf ein weiteres Jahr. Im September 2014 schloss er sich kurz vor dem Ende der Wechselfrist dem FSV Zwickau an. Sein Vertrag in Zwickau verlängerte er im Juni 2016 um 2 Jahre bis zum 30. Juni 2018.
Zur Saison 2017/18 wechselte Göbel zu den Würzburger Kickers, wo er auf Anhieb zum Stammspieler avancierte.
Nach zwei Spielzeiten für die Franken unterschrieb Göbel im Mai 2019 einen Einjahresvertrag beim Halleschen FC, der sich per Option um ein Jahr verlängern kann. Nach einer Saison erfolgte sein ligainterner Wechsel zum KFC Uerdingen 05.
Nachdem sein Verein nach der Saison die Lizenzauflagen nicht erfüllen konnte und somit zwangsabsteigen musste, erfolgte sein Wechsel zu seinem früheren Verein FSV Zwickau.
Nach dem Abstieg seiner Mannschaft wechselte er im Sommer 2023 zum ehemaligen Ligakonkurrenten Borussia Dortmund II.

## Erfolge
- Aufstieg in die 3. Liga 2016 mit dem FSV Zwickau